# Гелон (город)
Гелон (др.-греч. Γελωνός) — согласно Геродоту (IV, 108—109), город в земле скифского племени будинов, столица племени гелонов, которое якобы происходило от греческих колонистов, изгнанных из приморских поселений, осевших среди будинов и говорящих на смеси скифского и греческого языка.
Геродот описывает Гелон как деревянный город, обнесённый высокой стеной, каждая сторона которой протянулась на 5,5 км, с деревянными же домами и святилищами, в том числе эллинских богов.
Учёные старой школы (академик И. Е. Забелин и др.) считали, что Гелон мог быть на месте Саратова (Нижняя Волга). Многие современные учёные (Б. А. Шрамко и др.) отождествляют Гелон с Бельским городищем в Полтавской области на основании сведений Геродота о длине крепостной стены Гелона (22—25 км). У этой версии имеются противники. В настоящее время археологические раскопки показали, что общая длина крепостных стен Бельского городища больше указанной у Геродота и составляет около 35 км. Оно является крупнейшим раннеантичным оборонительным комплексом в Восточной Европе.